# 高橋慶帆
高橋慶帆（日语：／ Takahashi Keihan，波斯語：‎，2003年10月13日—）是一名日本男子排球運動員，目前效力於捷太格特Stings和日本國家男子排球隊。

## 生平
高橋於2003年10月13日出生在日本千葉縣旭市，父親是伊朗人，母親是日本人。他有一個大他四歲的哥哥。
2019年，他進入習志野高中就讀。其間，他連續三年參加春季高排球賽。2022年，高橋入讀法政大學企業管理系。
他曾隨日本國家排球隊參加2022年亞洲運動會，並贏得2023年男子排球國家聯賽銅牌。